# Chapelle de l'Hôpital général de Laon
La chapelle de l'hôpital général est un édifice catholique situé dans la ville haute à Laon, en France.

## Localisation
La chapelle est située dans le département français de l'Aisne, sur la commune de Laon. Elle est dans l'ouest de la ville médiévale entre les rues du 13 octobre 1918, des Scots irlandais, Devisme et la rue des Frères.

## Historique
La chapelle est située sur l'est de la cour de l'hôpital et a un accès particulier sur la rue du 13 octobre 1918, cet accès est clos par un mur ajouré et une porte ayant des sculptures. Elle est, sur un plan rectangulaire  formée d'une nef ouverte par cinq fenêtres en arc en plein cintre. Elle avait deux rosaces mais celle sur cour a été fermée. Elle a sur cour un bas côté. Elle contient une châsse de Saint Amand envoyée en 1685 de Rome par Jean d'Estrées évêque, une Vierge noire en sculpture, une Scène et une Adoration des bergers, des tableaux de Soldini.
L'édifice est recensé au titre des monuments historiques et inscrit en par arrêté du 12 août 1993 .

## Galerie de photographies

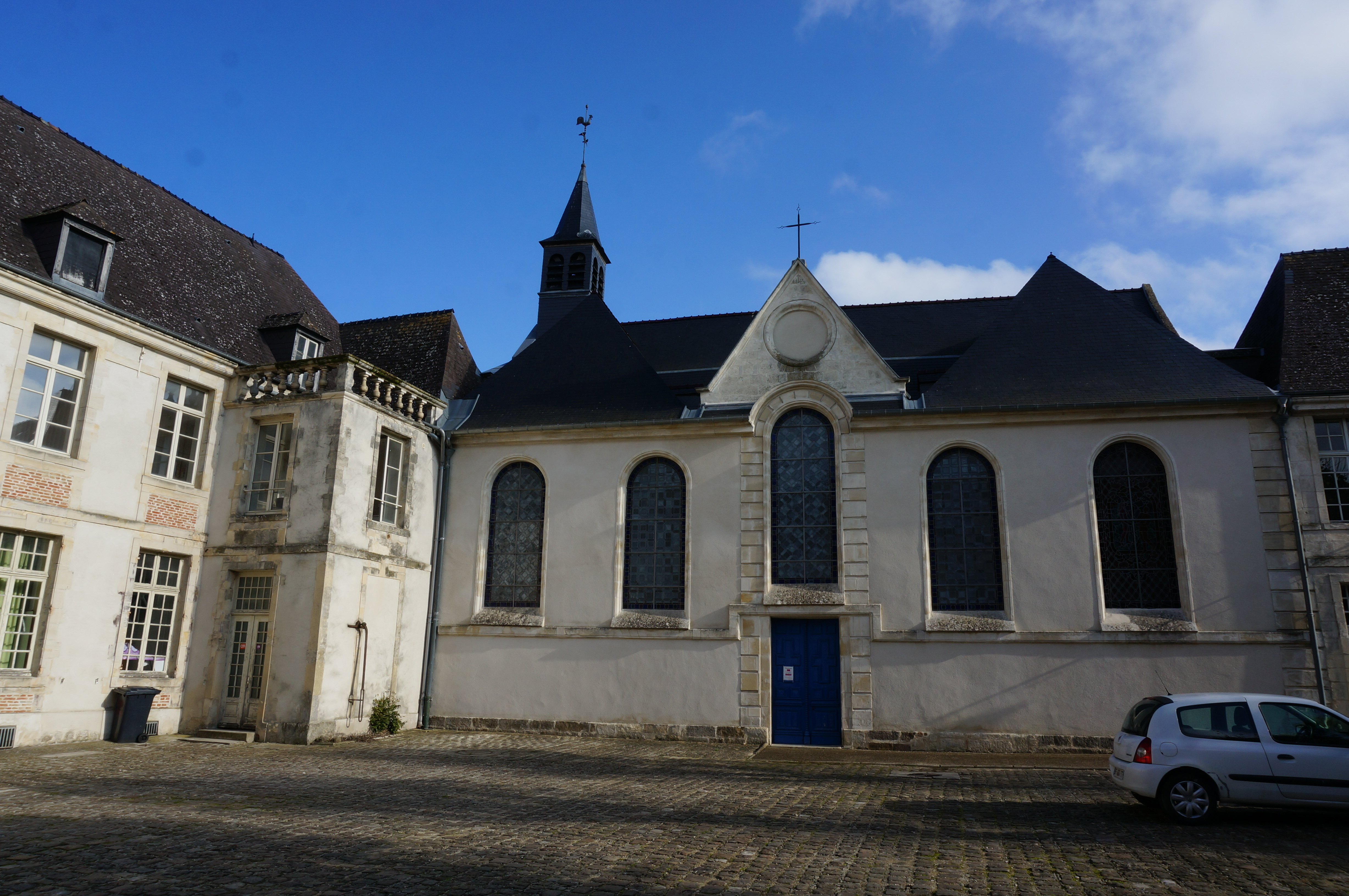
Côté sud, sur cour.
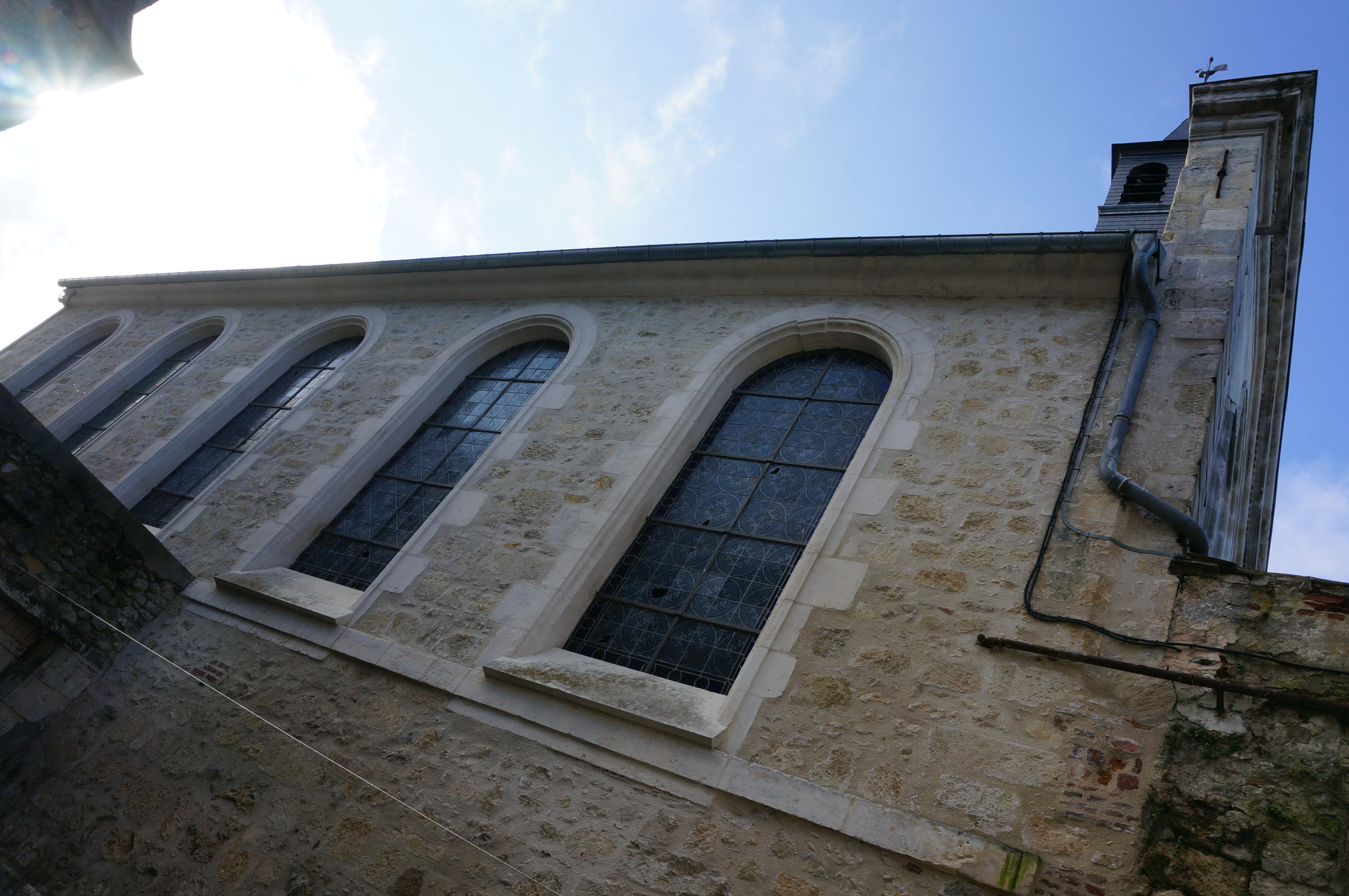
Côté nord.